# Berlin-Neu-Hohenschönhausen
Neu-Hohenschönhausen is een stadsdeel in het district Lichtenberg in Berlijn. Het omvat een ontwikkelingsgebied dat in de jaren tachtig van de twintigste eeuw werd aangelegd. In 2023 woonden er 58.990 mensen, waarmee het het dichtstbevolke stadsdeel van het district is. 

## Geschiedenis
Rond de oude dorpskern van Hohenschönhausen en ten noorden van de Leninallee (sinds 1992 Landsberger Allee) ontstonden in de jaren zeventig de nieuwe ontwikkelingsgebieden Hohenschönhausen I en II voor in totaal 25.000 inwoners. Vanwege de groeiende bevolking begont de ontwikkeling van Hohenschönhausen-Nord in 1981. Op 9 februari 1984 werd de symbolische eerste steen gelegd door Erich Honecker, voorzitter van de Staatsraad. 
Door de Falkenberger Chausse en de buitenring van Berlijn is het gebied in vier wijken verdeeld, die aanvankelijk behoorden tot de stadsdelen Malchow, Wartenberg en Falkenberg. Veel gebouwen zijn prefabgebouwen. Op 1 april 1985 besliste de gemeenteraad van Oost-Berlijn dat dit gebied vanaf 1 september later dat jaar een zelfstandige wijk zou worden in het district Hohenschönhausen. De westelijke helft van het gebied bleef wel bij het district Weißensee. Bij het ontstaan van het district woonden er 67.000 mensen en in 1989 was dat aantal al gestegen tot 118.000 wat overeenkwam met ongeveer 9,2% van de totale bevolking van Oost-Berlijn. Op 5 oktober 1989 was de bouw van de wijk officieel voltooid. 
Na Die Wende daalde het inwonersaantal. Rond de milleniumwisseling woonden er nog 110.000 mensen. Nadat de districten Hohenschönhausen en Lichtenberg werden samengevoegd werd dit de wijk Neu-Hohenschönhausen.

## Verkeer
Het station Hohenschönhausen werd in 1984 geopend en wordt bediend door 2 Regionalbahnen, één S-Bahn-lijn en drie tramlijnen. Ook stoppen er meerdere bussen.
Alt-Hohenschönhausen ·
Falkenberg ·
Fennpfuhl ·
Friedrichsfelde ·
Karlshorst ·
Lichtenberg ·
Malchow ·
Neu-Hohenschönhausen ·
Rummelsburg ·
Wartenberg